# Nassima Saifi
Nassima Saifi (Província de Mila, 29 d'octubre de 1988) és una atleta paralímpica algeriana que competeix en la categoria F58 en els concursos de llançament, dels quals és una especialista en disc i pes. És doble campiona olímpica i tres vegades campiona mundial.

## Biografia
Va néixer a Mila, Algèria, el 1988. A rel d'un accident de cotxe, el 1998, se li va haver d'amputar la cama esquerra. El seu pare la va animar a competir en atletisme per mantenir-se ocupada després de l'accident; així, es va apuntar a un club local on va començar a entrenar.

## Carrera atlètica
Gràcies a l'assistència i el suport del seu pare, Saifi va fer el seu debut internacional per a Algèria en el Mundial Paralímpic de 2006, celebrat a Lilla. Va competir tant en disc com en pes, concloent tots dos concursos en cinquena posició. La seva primera participació olímpica va ser en els jocs paralímpics de 2008 a Pequín, aconseguint la quarta posició en disc i la desena en pes.
En el Mundial de 2011, celebrat a Christchurch, va aconseguir el seu primer triomf internacional. Gràcies a un llançament de 40,99 metres va guanyar la medalla d'or en disc, amb una millora de més de sis metres respecte a la seva marca a Pequín. En pes va acabar en el novè lloc, amb un llançament de 8,42 metres. L'any següent, en els jocs paralímpic de 2012 de Londres, va guanyar l'or en disc amb una marca de 40,34 metres.
El 2013 va revalidar el seu títol mundial a Lió en disc i a més va aconseguir una medalla de bronze en pes, la seva primera medalla en aquest concurs a nivell internacional. La final de disc es va disputar a un gran nivell, sent necessària una marca 42,05 metres, record mundial, per superar a la irlandesa Orla Barry. Dos anys més tard a Doha, Saifi va aconseguir el seu tercer títol mundial consecutiu en disc.
En els jocs de 2016 a Rio de Janeiro va tornar a competir al màxim nivell, revalidant el seu or en disc malgrat una marca de 33,33 metres, inferior als seus millors llançaments. A més va aconseguir la seva primera medalla paralímpica en llançament de pes, de plata, amb una marca de 10,77, només disset centímetres per sota de la campiona olímpica Ángeles Ortiz Hernández.